# Einheitsklasse

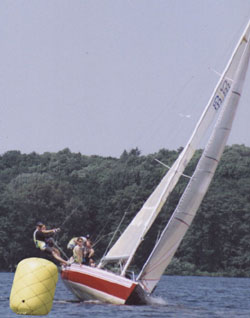
Rennyacht Asso99 One Design

Als Einheitsklasse oder One Design werden beim Regattasegeln Boote und Yachten bezeichnet, die nach einem festgelegten Bauplan gefertigt werden und daher nahezu baugleich sind, auch wenn sie von verschiedenen Werften hergestellt werden.
Dadurch starten alle Teilnehmer einer Regatta unter weitgehend gleichen Voraussetzungen. Ein fairer Wettkampf wird gewährleistet, bei dem nicht Konstruktion, Material, Ausrüstung und Budget, sondern das Können der Segler im Vordergrund steht.
Die Bauvorschriften und alle die Einheitsklasse betreffenden Regeln, wie Ausrüstung, Größe, Form, Gewicht, Baumaterial, Besegelung des Bootes usw., sind in den Klassenbestimmungen beschrieben und festgelegt, welche wiederum auf den allgemeinen Bauvorschriften der World Sailing oder jenen eines nationalen Verbandes beruhen. Die Klassenvorschriften sind für alle die Geschwindigkeit des Bootes betreffenden Teile sehr eng gefasst. Toleranzen, die geringe Baufehler berücksichtigen, sind im Allgemeinen gegeben. Als Grundprinzip bei einer Einheitsklasse gilt: Alles, was nicht erlaubt ist, ist verboten.
Bei Meisterschaften findet vor der Regatta eine Vermessung statt, in der die Konformität der einzelnen Boote und deren Ausrüstung mit den Klassenbestimmungen festgestellt wird. Während der Regatta kann kontrolliert werden, ob nichts ausgetauscht oder umgerüstet wurde. Dieses mögliche Fehlverhalten einer Crew kann Strafen nach sich ziehen, die die Gesamtplatzierung verschlechtern. Der besondere Reiz einer Regatta mit Yachten einer Einheitsklasse ist das vergütungsfreie Segeln gegeneinander. Das bedeutet: Die erste Yacht im Ziel hat die Wettfahrt für alle Teilnehmer sichtbar gewonnen und jeder Teilnehmer kann seine eigene Position leicht während der Wettfahrt bestimmen.
Einheitsklasseboote sind beispielsweise Drachen, ILCA, Yngling, Star, Soling, H-Boot, Splash oder International 806.